# Carl Nordenfalk
Carl Nordenfalk (Estocolm 1907 - 1992), va ser un historiador suec i conservador de museus. Es va especialitzar en història de l'art medieval, en particular les il·lustracions a l'alta edat mitjana amb relació a la Dinastia Otoniana i als llibres celtes-irlandesos.

## Biografia

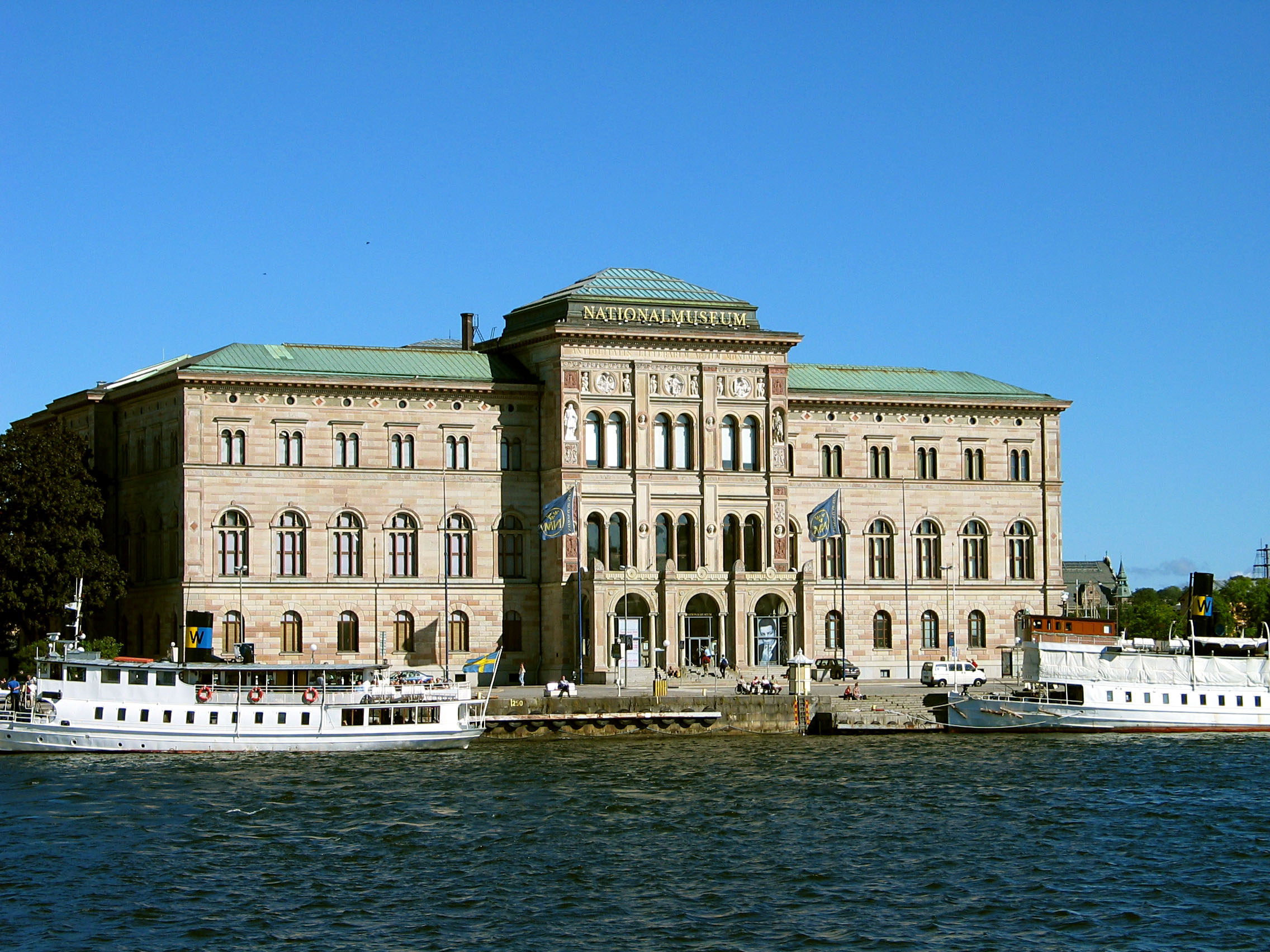
Carl Nordenfalk va ser director del Nationalmuseum de Stockholm (imatge).

Carl Johan Adam Nordenfalk va néixer el 13 de desembre a Estocolm. Va cursar estudis a la Universitat d'Uppsala entre els anys 1926 i 1928, va continuar a la universitat de Göteborg a partir del curs 1928/1929 on va presentar la seva tesi en històiria de l'art. Tot seguit va començar a treballar d'ajudant en el museu de Belles Arts de Göteborg (1935). Mentrestant va començar a escriure sobre les seves investigacions amb relació a les il·lustracions de llibres celta-irladesos, els quals va publicar el 1938. Va obtenir un doctorat per un treball sobre les taules de concordança de les esmentades il·lustracions.
El 1944 va entrar a treballar al Museu Nacional de Belles Arts d'Estocolm, on va estar al càrrec dels préstecs i exposicions. El 1946 va publicar un estudi sobre Vincent van Gogh que va ser traduït a diversos idiomes. El 1949 va rebre el nomenament de la direcció del departament de pintures i escultures fins que el 1958, que va passar a ser el director del museu. Va mantenir el càrrec fins a la seva jubilació el 1968.
Entre el 1949 i el 1950, va ser reclamat per l'Institute for Advanced Study de la universitat de Princeton (EUA) per col·laborar durant un any amb Erwin Panofsky. El 1950 va escriure un article sobre un copista medieval que els historiadors anomenen el Mestre del Registrum Gregorii, per ser el probable autor d'un recull de cartes del papa Gregori I amb belles il·lustracions. A aquesta obra van seguir una sèrie de treballs sobre la història de l'art medieval en col·laboració amb André Grabar, professor d'Arqueologia Bizantina.
Entre 1968-1970 va tornar a fer una estada de treball a Princeton, d'on va sorgir la publicació dels seus estudis sobre caplletres decorades. Després va ser professor convidat en diverses universitats dels Estats Units d'Amèrica: Berkeley, Pittsburgh, UCLA; i també al Regne Unit, a la Universitat de Cambridge. Va mantenir relació d'amistat amb altres historiadors especialitzats en l'art medieval: Hugo Buchthal i Otto Pächt.

## Obra
Va publicar prop de 360 treballs. Els més destacats són :
- (de) "Die spätantiken Kanontafeln. Kunstgeschichtliche Studien über die eusebianische Evangelien-Konkordanz in den vier ersten Jahrhunderten ihrer Geschichte" (Les caplletres de taules canòniques antigues. Estudis d'història de l'art de la concordança dels Evangelis eusebians en els primers quatre segles de la seva història), Göteborg, Konstmuseum, 1938.
- (en)"The Life and Work of van Gogh".(Vida i obra de Van Gogh), Nova York: Philosophical Library, 1953.
- (fr)Juntament amb André Grabar: "Le haut moyen âge, du quatrième au onzième siècle".(L'alta edat mitjana del segle quart a l'onze) Ginebra: Skira, 1957
- (fr)Juntament amb André Grabar: "La peinture romane du onzième au treizième siècle".(La pintura romànica dels segles XI-XIII) Ginebra: Skira, 1958
- (fr)"Manuscrits Irlandais et Anglo-Saxons : L'enluminure dans les îles Britanniques de 600 à 800",(Manuscrits irlandesos i anglosaxons. La il·lustració de manuscrits a les illes britàniques de l'any 600 al 800), París, éditions du Chêne, 1977, 126 p. (ISBN 2-85108-116-0)